# آنتونی داوسون
آنتونی داوسون (انگلیسی: Anthony Dawson؛ ۱۸ اکتبر ۱۹۱۶ – ۸ ژانویهٔ ۱۹۹۲) بازیگر اهل بریتانیا بود.
از فیلم‌ها یا برنامه‌های تلویزیونی که وی در آن نقش داشته است می‌توان به نوبت توست که بمیری، آفتاب سرخ، دکتر نو، از روسیه همراه با عشق، ام را به نشانه مرگ بگیر، کنت مونت کریستو، هفت دریا به کاله، عملیات ببر و گلوله آتشین اشاره کرد.